# Силікатні кислоти
Силікатні (кремнієві) кислоти — дуже слабкі, малорозчинні у воді неорганічні кислоти, які складається із кремнію, кисню та водню і мають загальну хімічну формулу [SiO
x(OH)
4−2x]
n.
Їхні формули можуть бути записані як сполуки силікатного ангідриду з водою. Наприклад, формулу метасилікатної кислоти H2SiO3 записують як SiO2·H2O, формулу ортосилікатної H4SiO4 — як SiO2·2H2O
Крім мета- і ортосилікатної кислоти існує багато так званих полісилікатних кислот, в молекулах яких міститься більше одної молекули силікатного ангідриду. Їх позначають загальною формулою (SiO2)n·(H2O)m. Наприклад:
- дисилікатна кислота H2Si2O5, або 2SiO2·H2O;
- трисилікатна кислота H4Si3O8, або 3SiO2·2H2O;
- тетрасилікатна кислота H2Si4O9, або 4SiO2·H2O і т. д.

## Солі
Солі силікатних кислот називають силікатами (метасилікатами, ортосилікатами тощо), а полісилікатних — полісилікатами. Їх зазвичай зображують формулами окремих оксидів, що входять до складу полісилікату, зв'язуючи формули оксидів крапками в єдину формулу полісилікату (наприклад, мінерал олівін — MgO·FeO·SiO2).
Більшість силікатів — хімічно пасивні сполуки. Лише водорозчинні солі натрію і калію вступають у реакції обміну з кислотами та іншими солями. Розчини силікатів Na2SiO3 і K2SiO3 називають рідким склом. Розчин солі Na2SiO3 — це відомий силікатний клей. Рідке скло використовують для просочування деревини з метою надання їй вогнетривкості.
Силікати широко використовують на практиці, зокрема у будівництві. Найважливішими силікатними матеріалами є скло, кераміка, цемент. Скло (звичайне, або віконне) — це однорідна суміш (твердий розчин) силікатів Натрію, Кальцію і силіцій (IV) оксиду. Його склад: Na2O • CaO • 6SiO2